# Mistrzostwa świata do lat 18 w hokeju na lodzie mężczyzn 2016
18. Mistrzostwa Świata do lat 18 w Hokeju na Lodzie odbyły się pomiędzy 14–24 kwietnia 2016 roku w amerykańskim mieście Grand Forks, po raz drugi rozgrywane w USA.
Obrońcą tytułu mistrzowskiego była reprezentacja Stanów Zjednoczonych, która w 2015 roku w Zug pokonała reprezentację Finlandii po dogrywce 2:1. W tegorocznej edycji Finowie pokonali reprezentację Szwecji 6:1. Gospodarze imprezy zdobyli brązowy medal.

## Elita
| Lp. | Drużyna           |
| --- | ----------------- |
|     | Finlandia         |
|     | Szwecja           |
|     | Stany Zjednoczone |
| 4   | Kanada            |
| 5   | Słowacja          |
| 6   | Rosja             |
| 7   | Czechy            |
| 8   | Szwajcaria        |
| 9   | Łotwa             |
| 10  | Dania             |

W tej części mistrzostw uczestniczyło 10 najlepszych drużyn na świecie. System rozgrywania meczów jest inny niż w niższych dywizjach. Najpierw drużyny grały w dwóch grupach preeliminacyjnych, każda po 5 drużyn. Spośród nich najlepsze cztery drużyny bezpośrednio awansowały do ćwierćfinałów. Najgorsze dwie drużyny każdej z grup walczyły w meczach między sobą o utrzymanie w elicie. Drużyna, która przegrała dwukrotnie spadła do I Dywizji.

## Pierwsza dywizja
Grupa A
| Lp. | Drużyna    |
| --- | ---------- |
| 1   | Białoruś   |
| 2   | Niemcy     |
| 3   | Kazachstan |
| 4   | Francja    |
| 5   | Norwegia   |
| 6   | Austria    |

Grupa B
| Lp. | Drużyna          |
| --- | ---------------- |
| 1   | Węgry            |
| 2   | Japonia          |
| 3   | Ukraina          |
| 4   | Słowenia         |
| 5   | Włochy           |
| 6   | Korea Południowa |

W mistrzostwach pierwszej dywizji brało udział 12 zespołów, które podzielono na dwie grupy po 6 zespołów. Rozegrały mecze systemem każdy z każdym. Zwycięzca turnieju grupy A awansował do mistrzostw świata elity w 2017 roku, zaś najsłabsza drużyna grupy B spadła do drugiej dywizji.
Grupa A rozgrywała swoje mecze w Mińsku. Turniej odbył się w dniach 9–15 kwietnia 2016 roku.
Grupa B rozgrywała swoje mecze w Asiago. Turniej odbył się w dniach 18–24 kwietnia 2016 roku.

## Druga dywizja
Grupa A
| Lp. | Drużyna         |
| --- | --------------- |
| 1   | Polska          |
| 2   | Rumunia         |
| 3   | Litwa           |
| 4   | Wielka Brytania |
| 5   | Chorwacja       |
| 6   | Holandia        |

Grupa B
| Lp. | Drużyna   |
| --- | --------- |
| 1   | Estonia   |
| 2   | Hiszpania |
| 3   | Serbia    |
| 4   | Islandia  |
| 5   | Belgia    |
| 6   | Chiny     |

W mistrzostwach drugiej dywizji uczestniczyło 12 zespołów, które podzielono na dwie grupy po 6 zespołów. Rozgrywały one mecze systemem każdy z każdym. Zwycięzca turnieju grupy A awansował do mistrzostw świata pierwszej dywizji w 2017 roku, zaś najsłabsza drużyna grupy B spadła do trzeciej dywizji.
Grupa A rozgrywała swoje mecze w rumuńskim Braszowie w dniach 4–10 kwietnia 2016.
Grupa B rozgrywała swoje mecze w hiszpańskim Valdemoro w dniach 26 marca–1 kwietnia 2016.

## Trzecia dywizja
Grupa A
| Lp. | Drużyna         |
| --- | --------------- |
| 1   | Australia       |
| 2   | Turcja          |
| 3   | Bułgaria        |
| 4   | Izrael          |
| 5   | Chińskie Tajpej |
| 6   | Meksyk          |

Grupa B
| Lp. | Drużyna           |
| --- | ----------------- |
| 1   | Nowa Zelandia     |
| 2   | Południowa Afryka |
| 3   | Hongkong          |

W mistrzostwach trzeciej dywizji uczestniczyło 9 zespołów, które zostały podzielone na dwie grupy po 6 i 3 zespoły. Rozgrywały mecze systemem każdy z każdym. Zwycięzca turnieju grupy A awansował do mistrzostw świata drugiej dywizji w 2017 roku, zaś zwycięska drużyna grupy B w przyszłym sezonie będzie występować w grupie A.
Grupa A rozgrywała swoje mecze w bułgarskiej Sofii w dniach 14–20 marca 2016.
Grupa B rozgrywała swoje mecze w południowoafrykańskim Kapsztadzie w dniach 14–19 lutego 2016 roku.